# Wybory prezydenckie w Stanach Zjednoczonych w 2016 roku
Wybory prezydenckie w Stanach Zjednoczonych w 2016 roku – 58. wybory prezydenckie, które odbyły się 8 listopada 2016, w wyniku których wyłoniony został 45. prezydent Stanów Zjednoczonych. Spośród dwóch głównych partii politycznych w walce o najwyższy urząd w Stanach Zjednoczonych zmierzyli się kandydatka demokratów, była sekretarz stanu, Hillary Clinton, żona byłego prezydenta i republikanin, miliarder Donald Trump oraz kandydaci mniejszych partii, m.in. były gubernator stanu Nowy Meksyk Gary Johnson z ramienia Partii Libertariańskiej oraz lekarka Jill Stein z ramienia Partii Zielonych.
Były to pierwsze w historii USA wybory prezydenckie, w których kobieta ubiegała się o stanowisko prezydenta jako kandydatka jednej z dwóch głównych sił politycznych w Stanach Zjednoczonych. Były to również piąte wybory w historii Stanów Zjednoczonych w których zwycięzca wyborów uzyskał mniej głosów, ale wygrał w głosowaniu elektorskim oraz pierwsze wybory od wyborów prezydenckich w 1944 roku, w których to oboje kandydatów reprezentowało ten sam stan macierzysty, a mianowicie Nowy Jork.
| 2012 ← 8 XI 2016 → 2020    | Donald Trump         | Hillary Clinton      |
| -------------------------- | -------------------- | -------------------- |
|                            |                      |                      |
| Partia polityczna          | Partia Republikańska | Partia Demokratyczna |
| Stan macierzysty           | Nowy Jork            | Nowy Jork            |
| Kandydat na wiceprezydenta | Mike Pence           | Tim Kaine            |
| Głosy elektorskie          | 304                  | 227                  |
| Głosy powszechne           | 62 984 825           | 65 853 516           |
| Stany                      | 30 + ME-02           | 20 + DC              |
| Wynik procentowy           | 46,09%               | 48,18%               |

## Sytuacja
Artykuł drugi Konstytucji Stanów Zjednoczonych stanowi, że prezydentem Stanów Zjednoczonych może być amerykański obywatel mający co najmniej 35 lat, urodzony na terenie Stanów Zjednoczonych i mieszkający na terenie Stanów Zjednoczonych przez co najmniej 14 lat.
Urzędujący prezydent, demokrata Barack Obama, zgodnie z 22. poprawką do konstytucji nie mógł ubiegać się o reelekcję. Jego kadencja wygasła 20 stycznia 2017 o godzinie 12:00 czasu wschodniego. W łonie obu głównych partii odbywała się otwarta walka o nominację.
W USA bardzo często kiedy urzędujący prezydent nie ubiega się o kolejną kadencję, w kolejnych wyborach kandyduje urzędujący wiceprezydent.
Zgodnie z tą tendencją pojawiły się liczne spekulacje, że kandydatem demokratów zostanie wiceprezydent USA Joe Biden. Zwłaszcza że ubiegał się już wcześniej o nominację w wyborach w 1988 i w 2008 roku oraz publicznie przyznawał, że nie wyklucza startu w kolejnych prawyborach. Jednakże 21 października 2015 roku w Moda Center oficjalnie oświadczył, że nie zamierza ubiegać się o nominację w 2016 roku.

## Główni kandydaci[1]
| Lp. | Kandydat na prezydenta | Kandydat na wiceprezydenta | Logo kampanii | Partia               | Hasło wyborcze                                           |
| --- | ---------------------- | -------------------------- | ------------- | -------------------- | -------------------------------------------------------- |
| 1.  | Donald Trump           | Mike Pence                 |               | Partia Republikańska | "Uczyńmy Amerykę Znów Wielką” (Make America Great Again) |
| 2.  | Hillary Clinton        | Tim Kaine                  |               | Partia Demokratyczna | „Razem Silniejsi” (Stronger Together)                    |

## Kandydaci w prawyborach

### Partia Demokratyczna

#### Zwycięzca prawyborów w Partii Demokratycznej

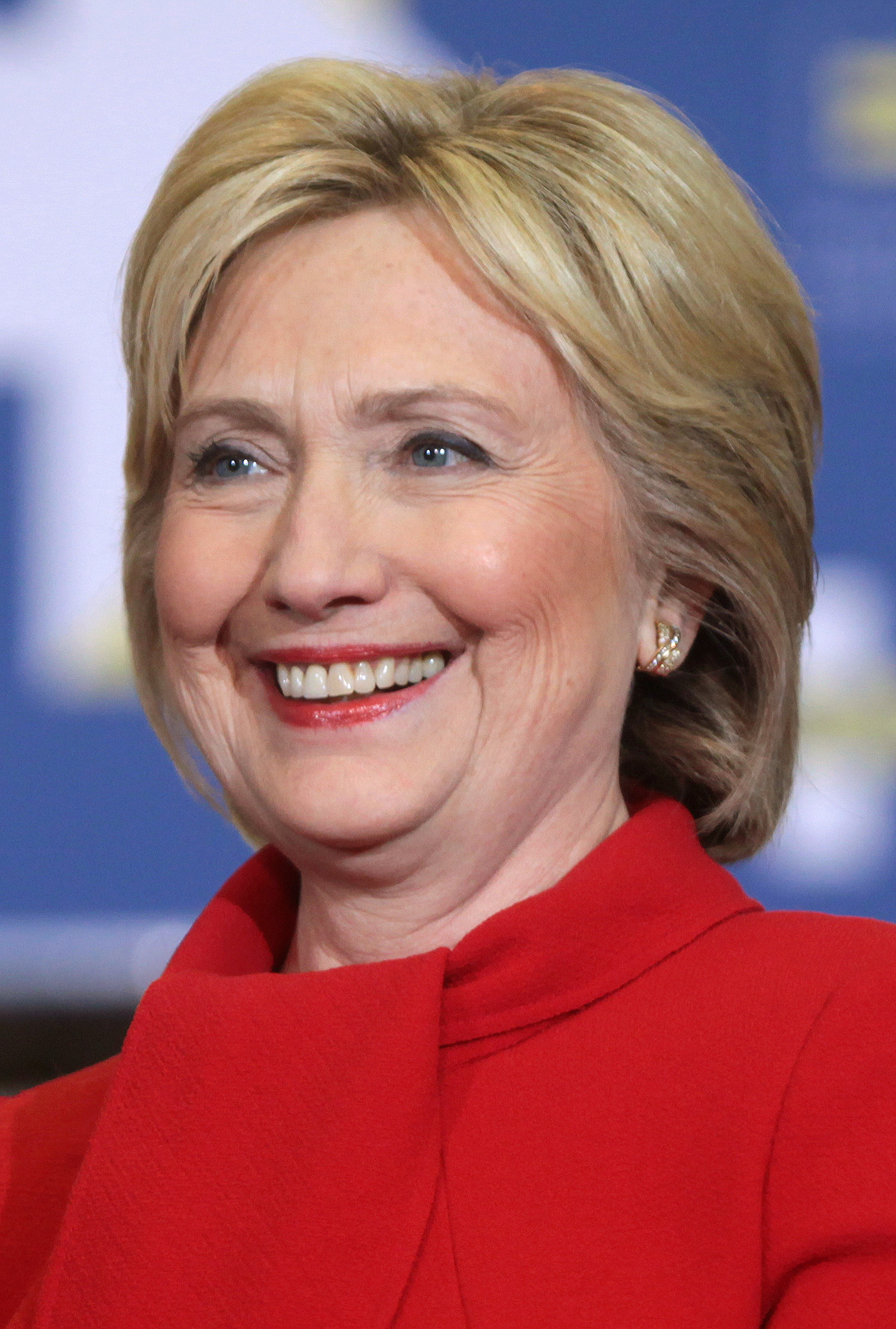
Hillary Clinton, była sekretarz stanu i senator z Nowego Jorku

#### Pozostali uczestnicy prawyborów w Partii Demokratycznej

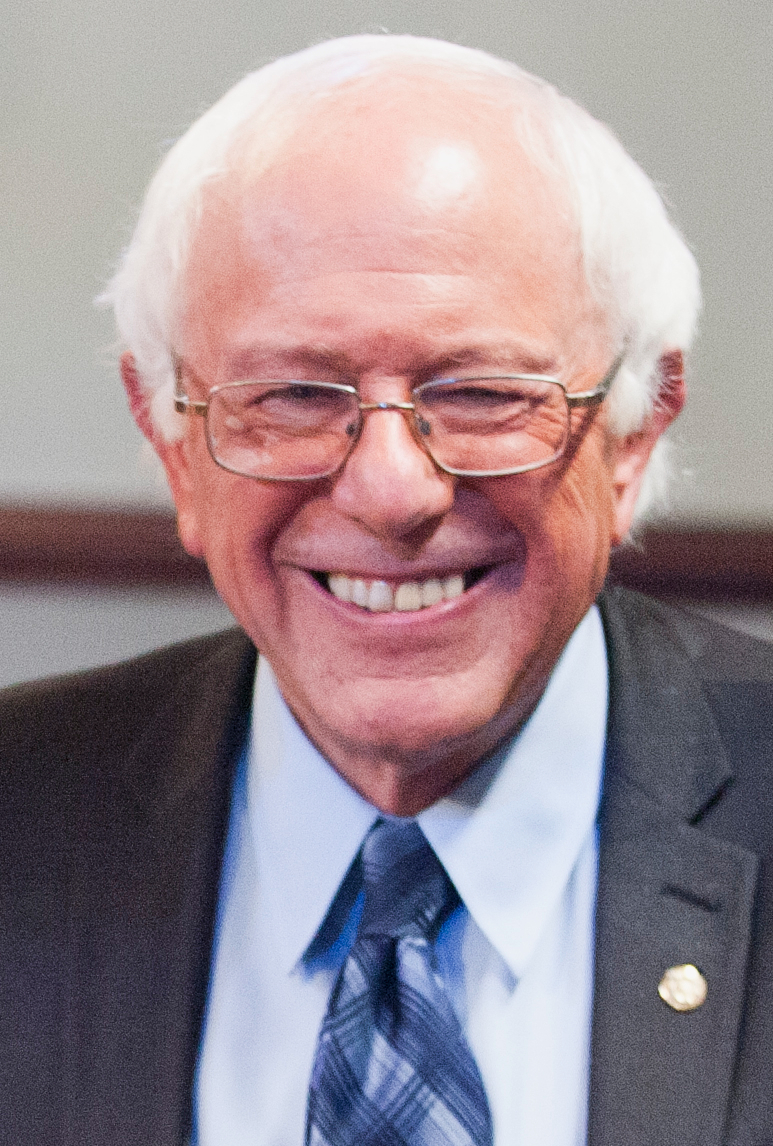
Bernie Sanders, senator z Vermont
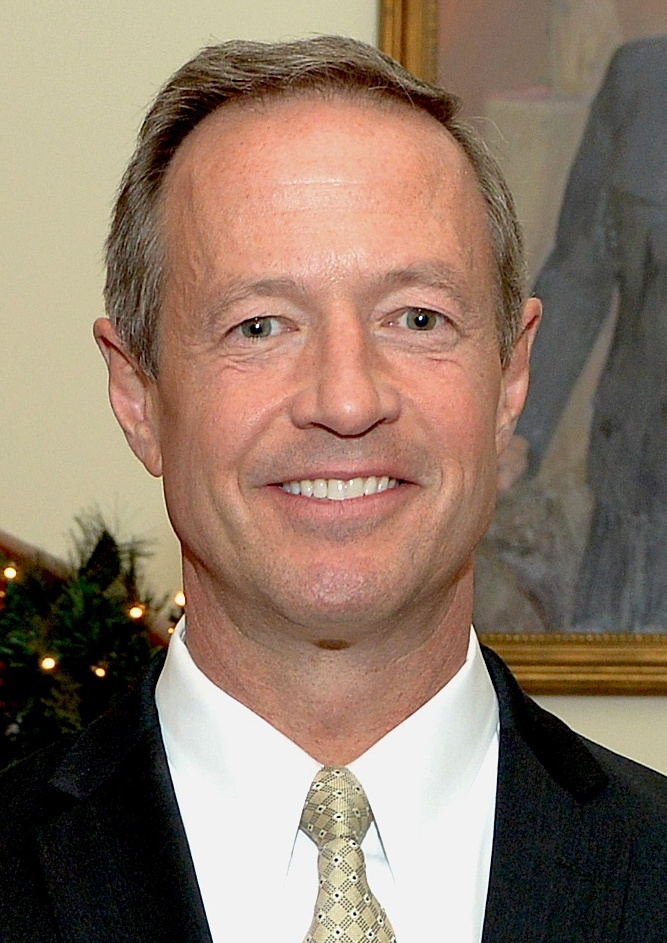
Martin O’Malley, gubernator Marylandu
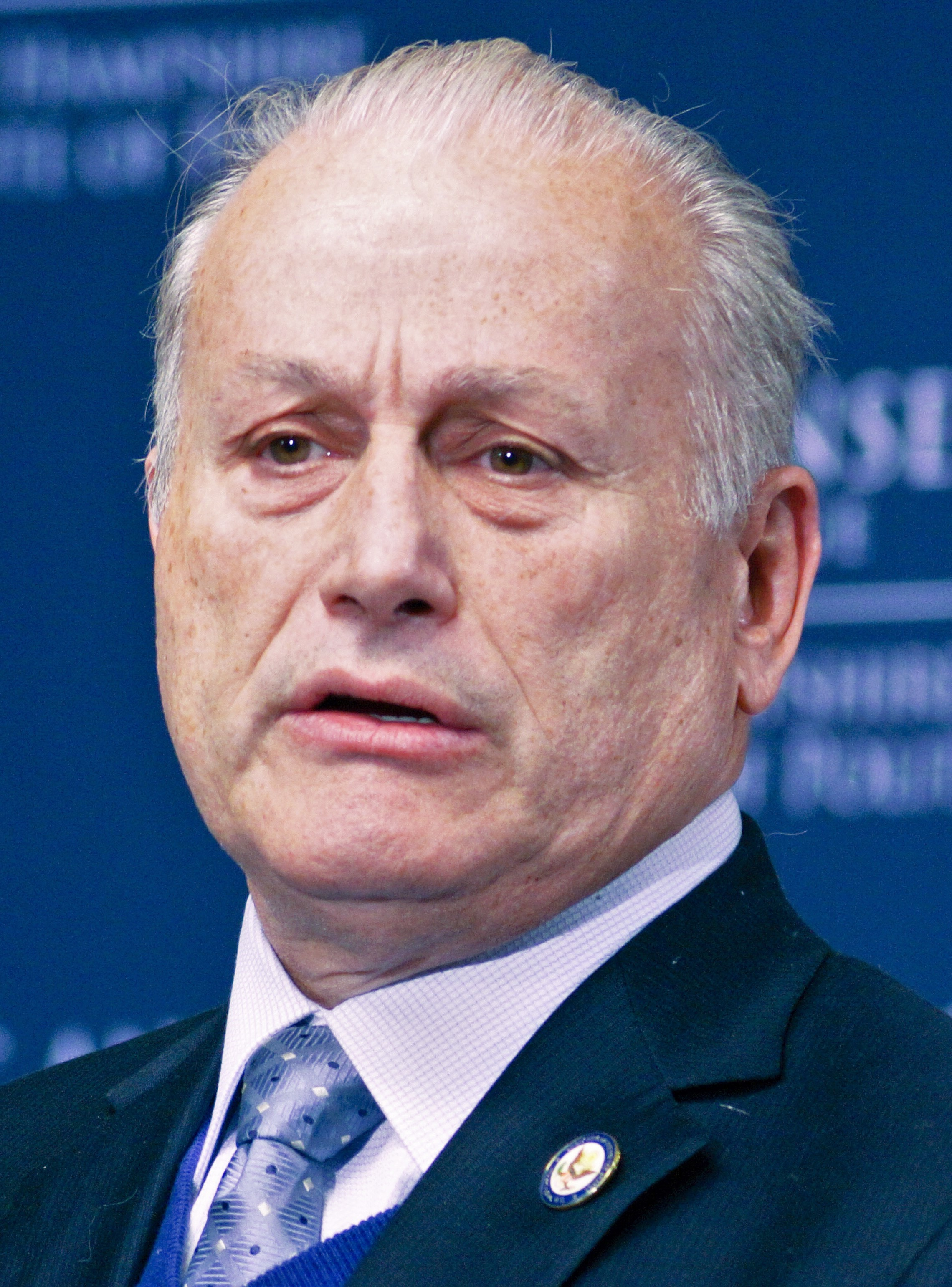
Rocky De La Fuente, biznesmen z Kalifornii

- Willie Wilson z Illinois
- Paul Farrell z Wirginii Zachodniej
- Keith Judd(inne języki) z Teksasu
- Michael Steinberg z Florydy
- Henry Hewes(inne języki) z Nowego Jorku

### Partia Republikańska

#### Zwycięzca prawyborów w Partii Republikańskiej

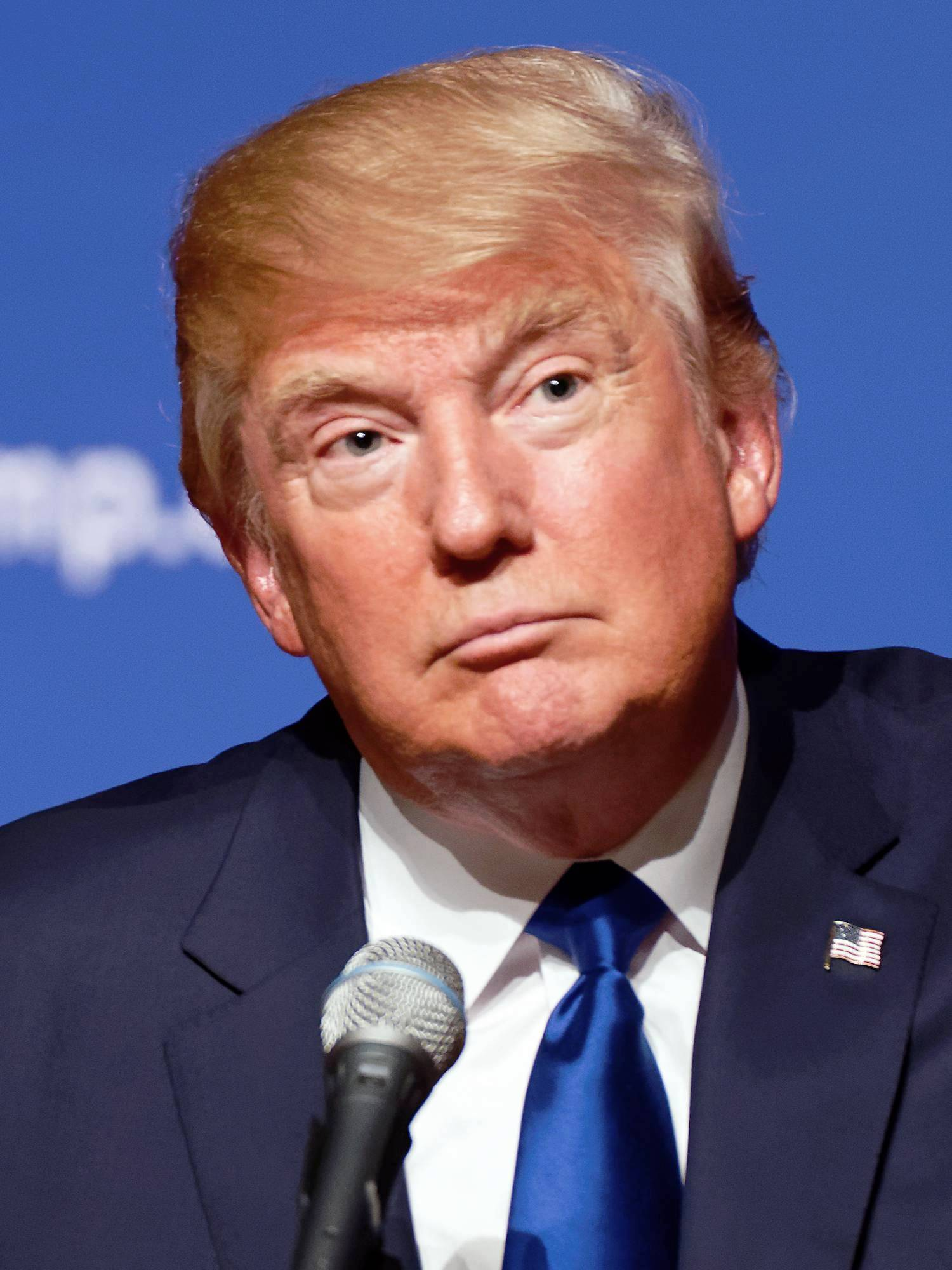
Donald Trump, przedsiębiorca z Nowego Jorku

#### Pozostali uczestnicy prawyborów w Partii Republikańskiej

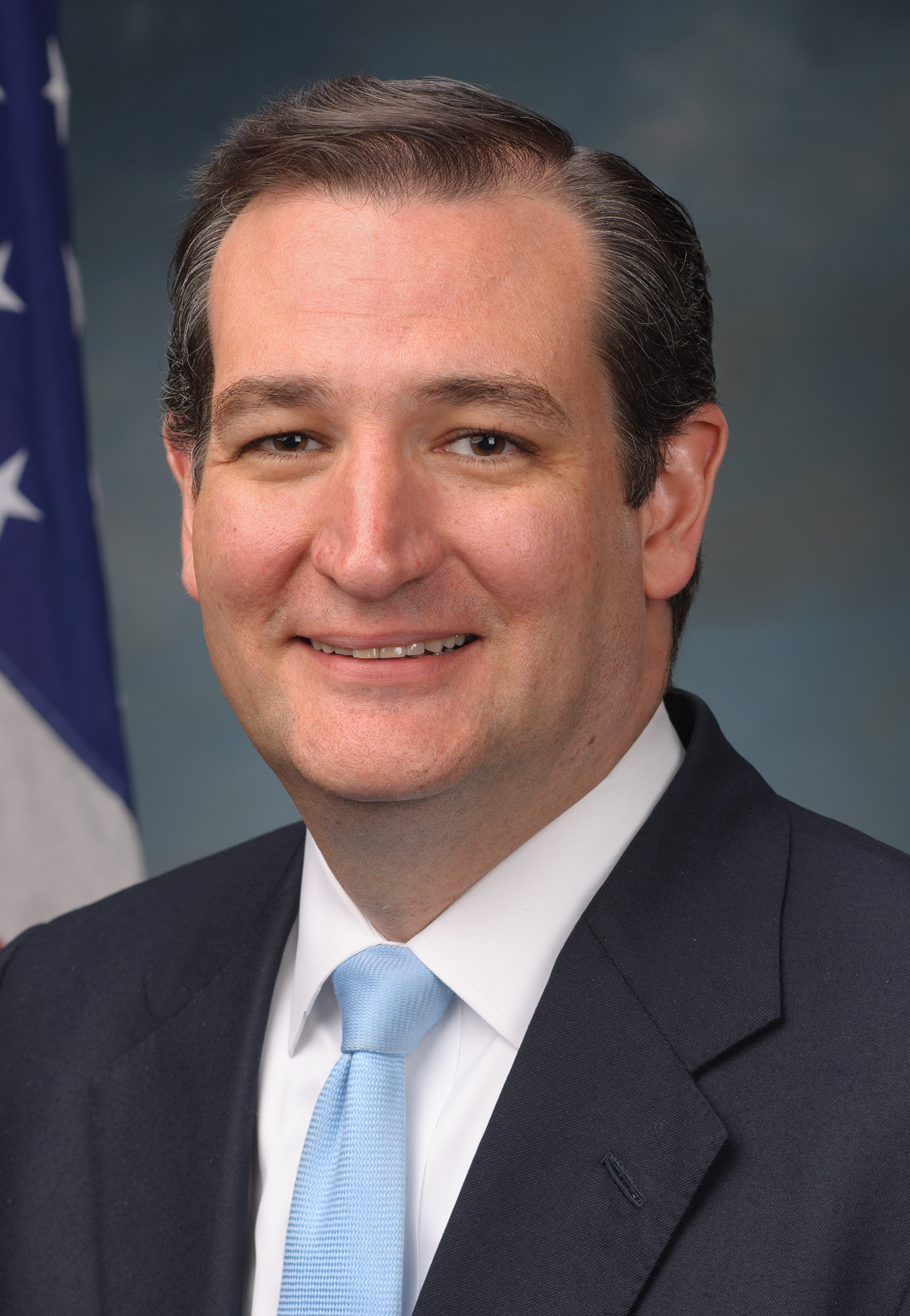
Ted Cruz, senator z Teksasu
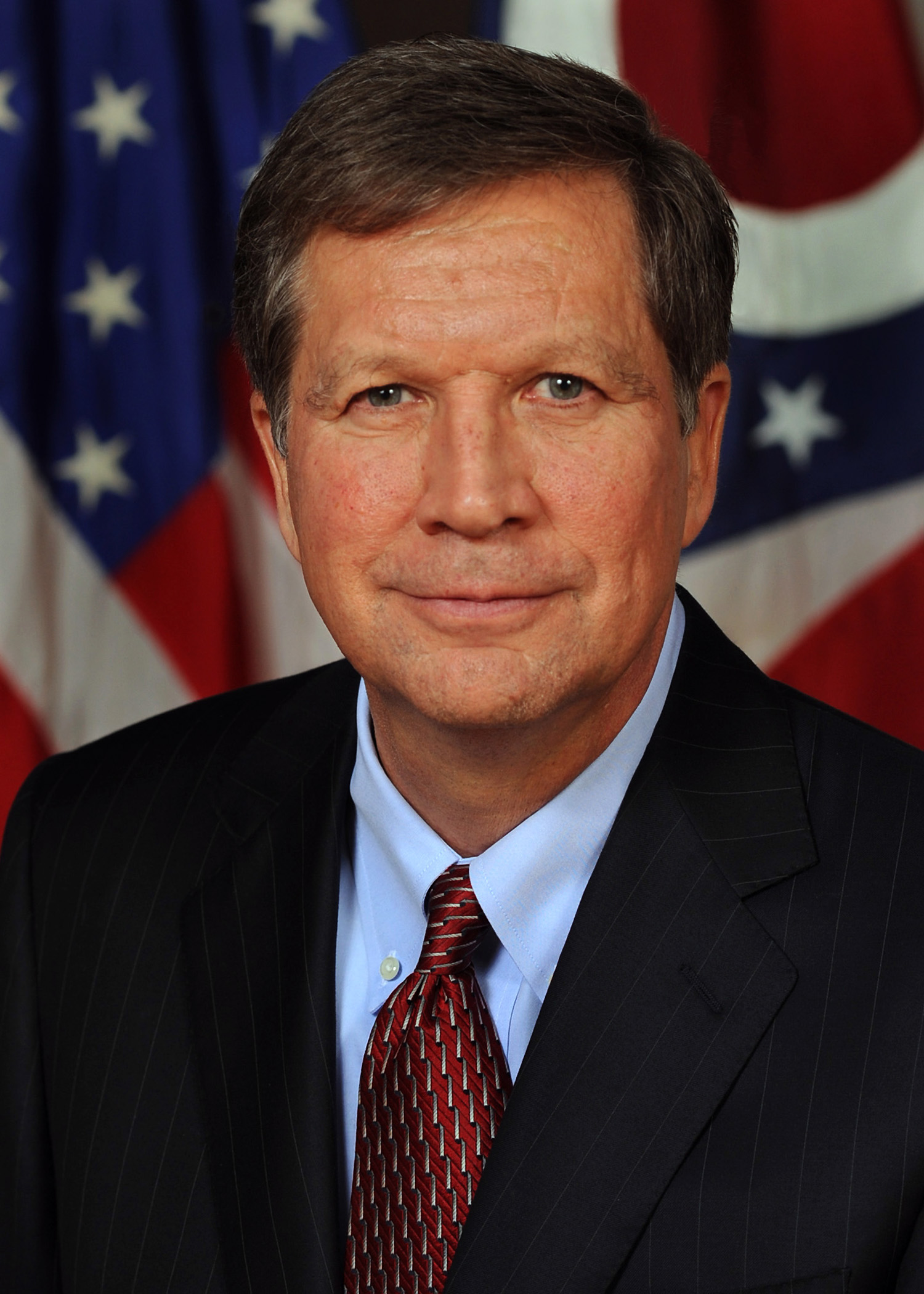
John Kasich, gubernator Ohio
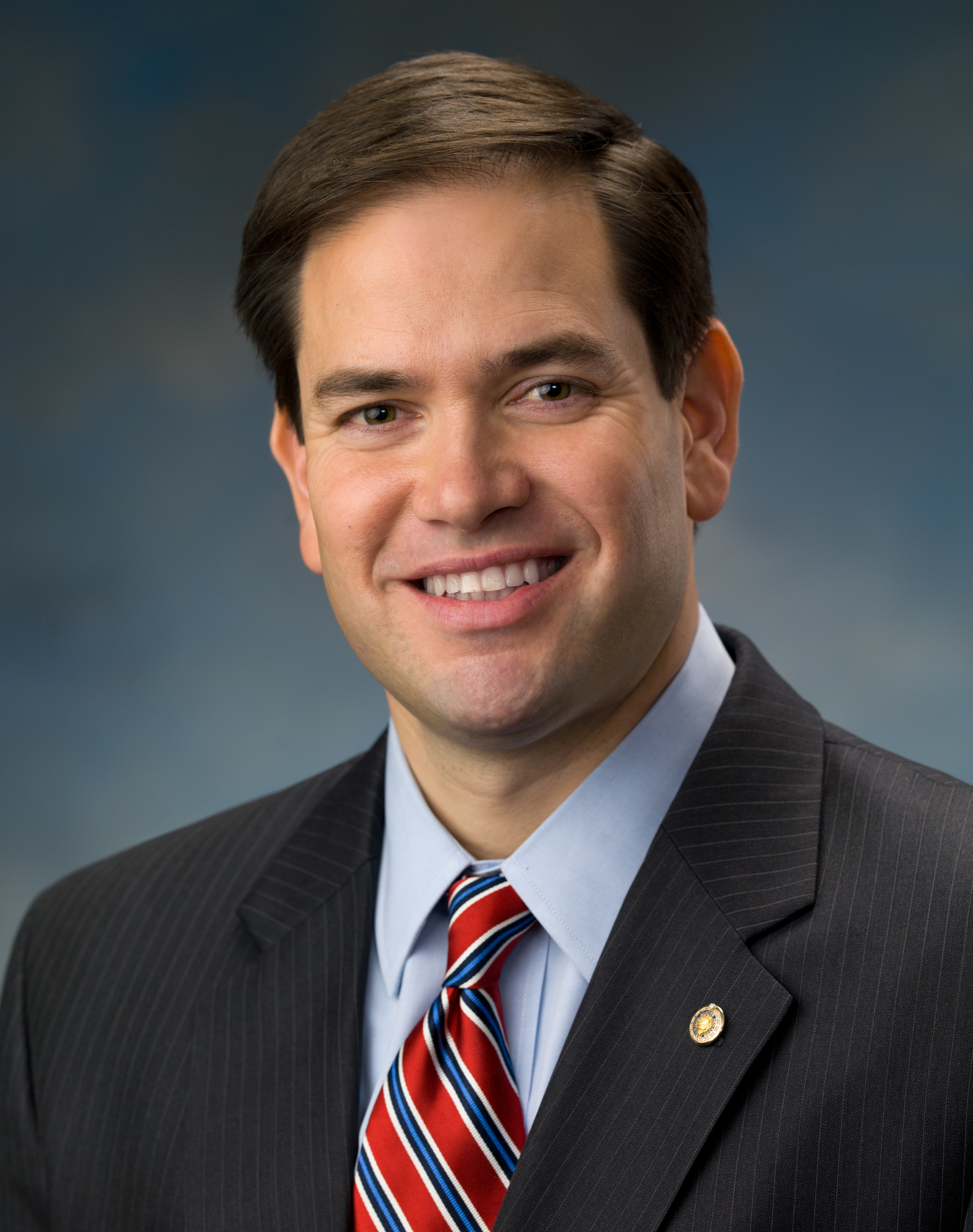
Marco Rubio, senator z Florydy
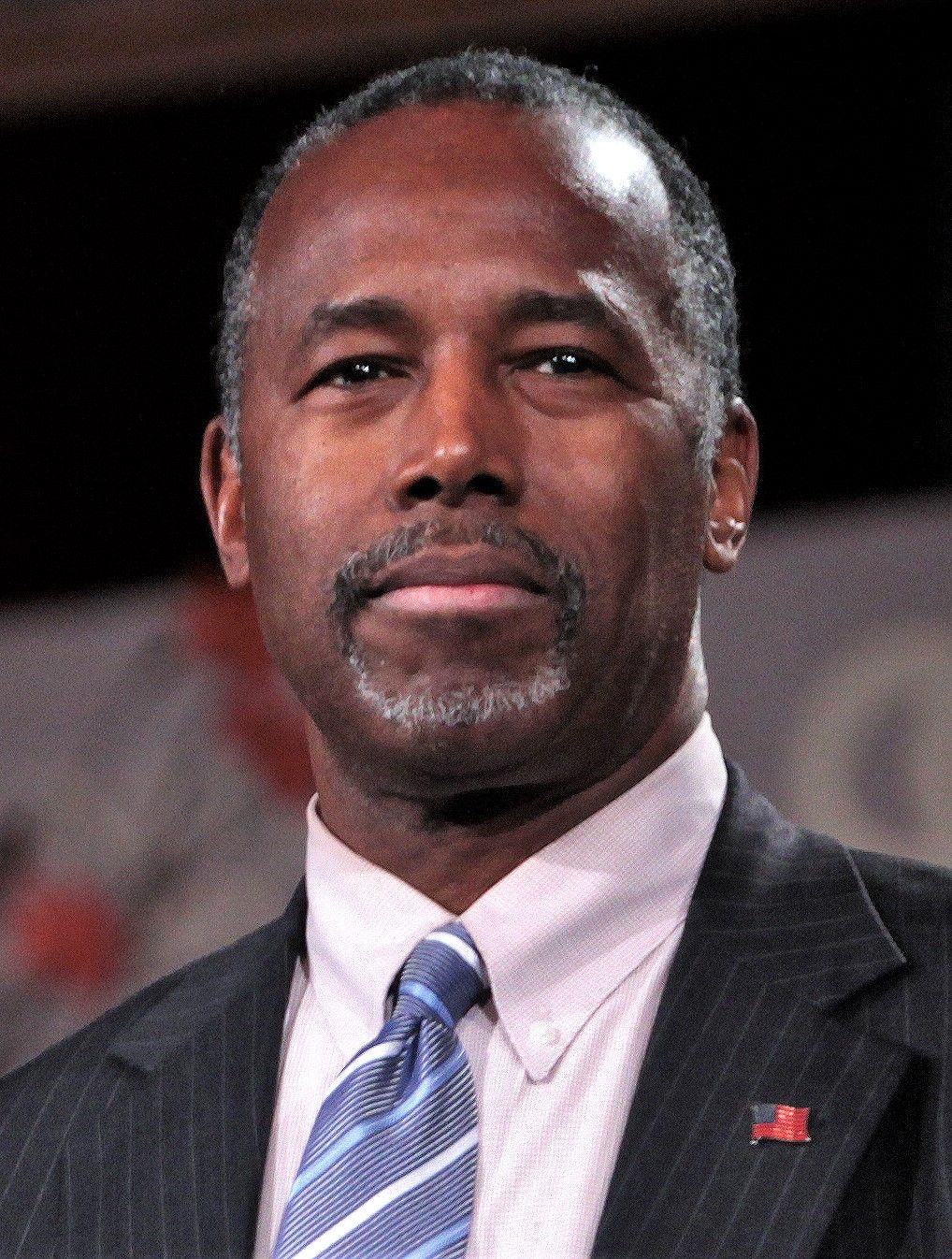
Ben Carson, neurochirurg z Marylandu
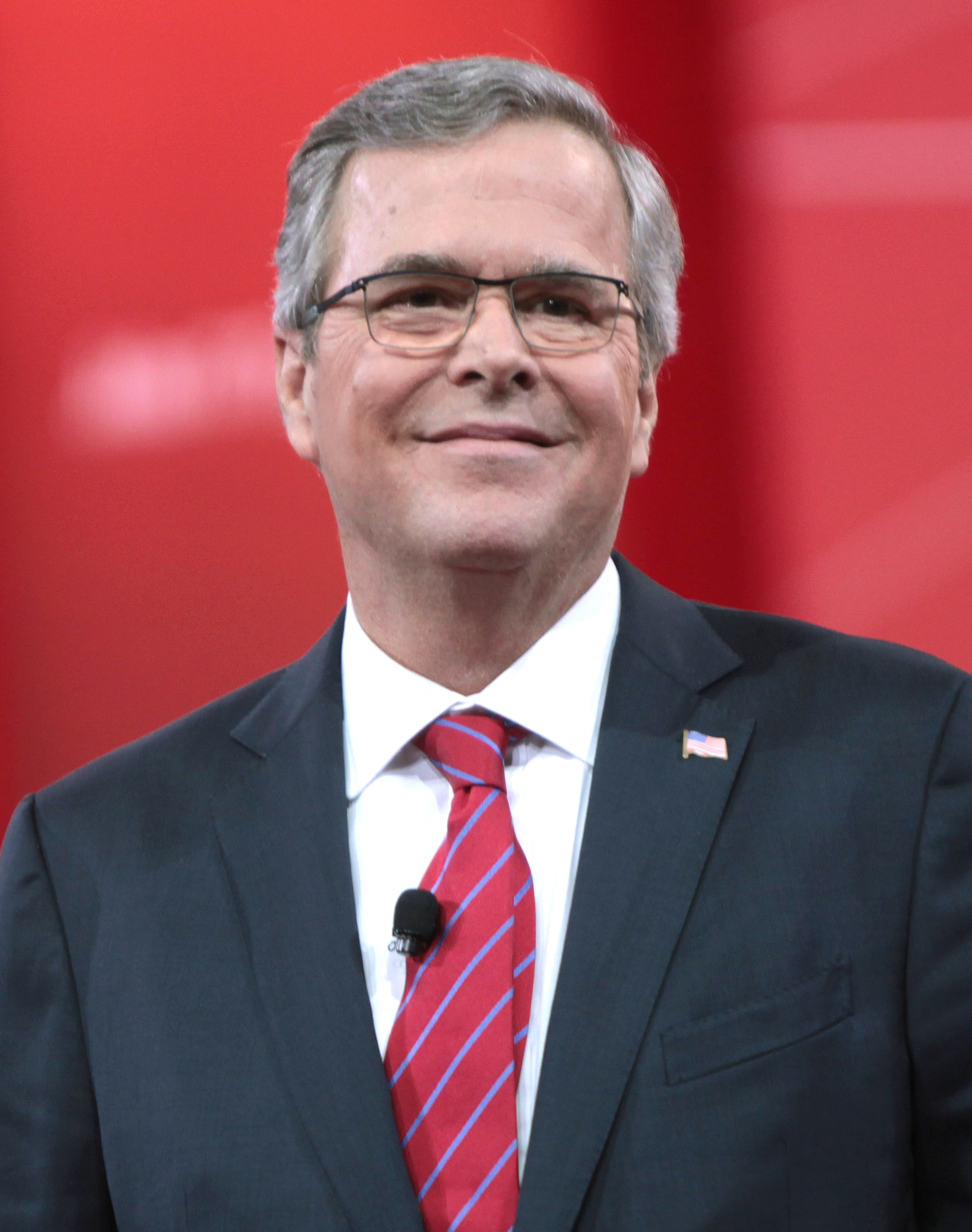
Jeb Bush, były gubernator Florydy
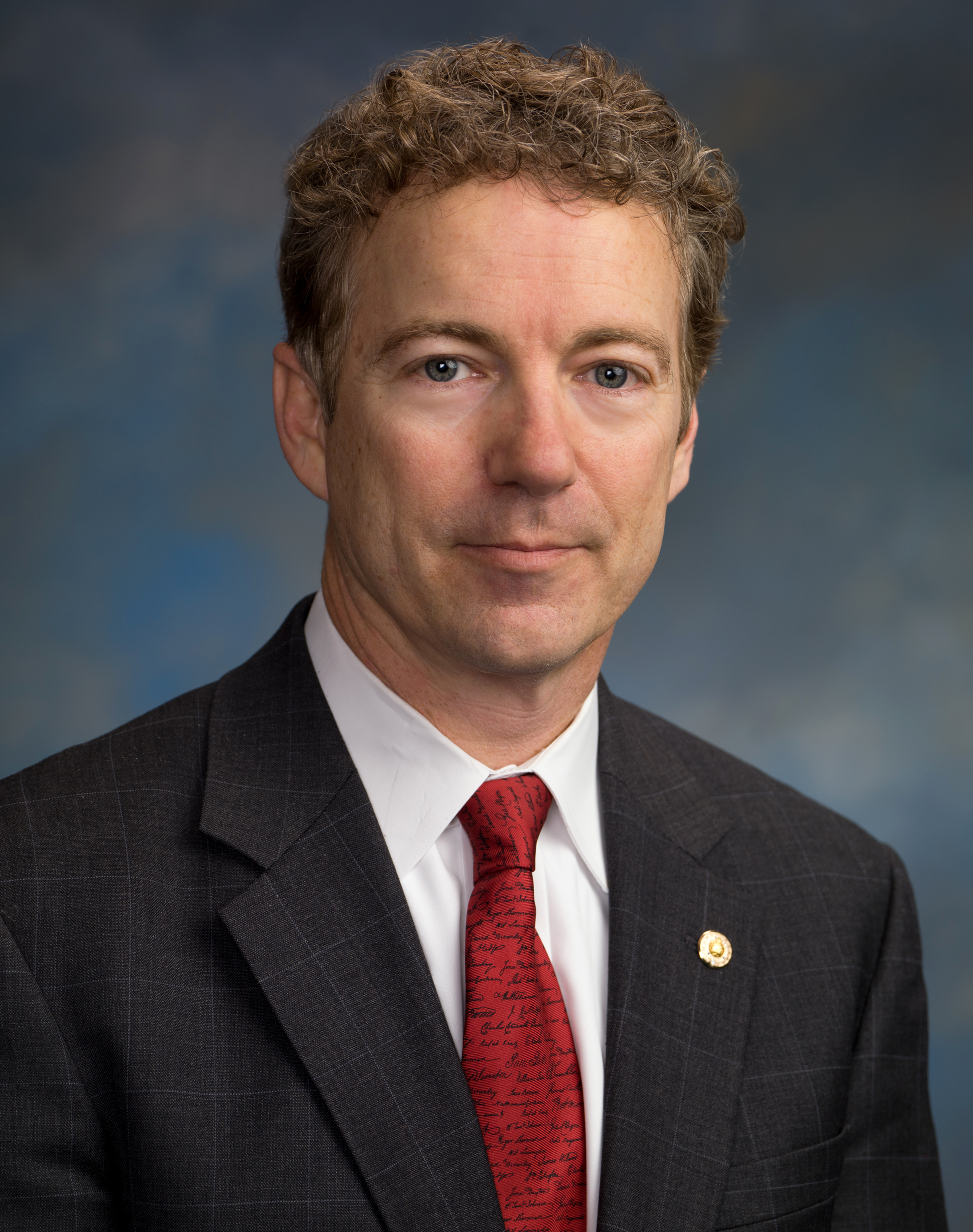
Rand Paul, senator z Kentucky
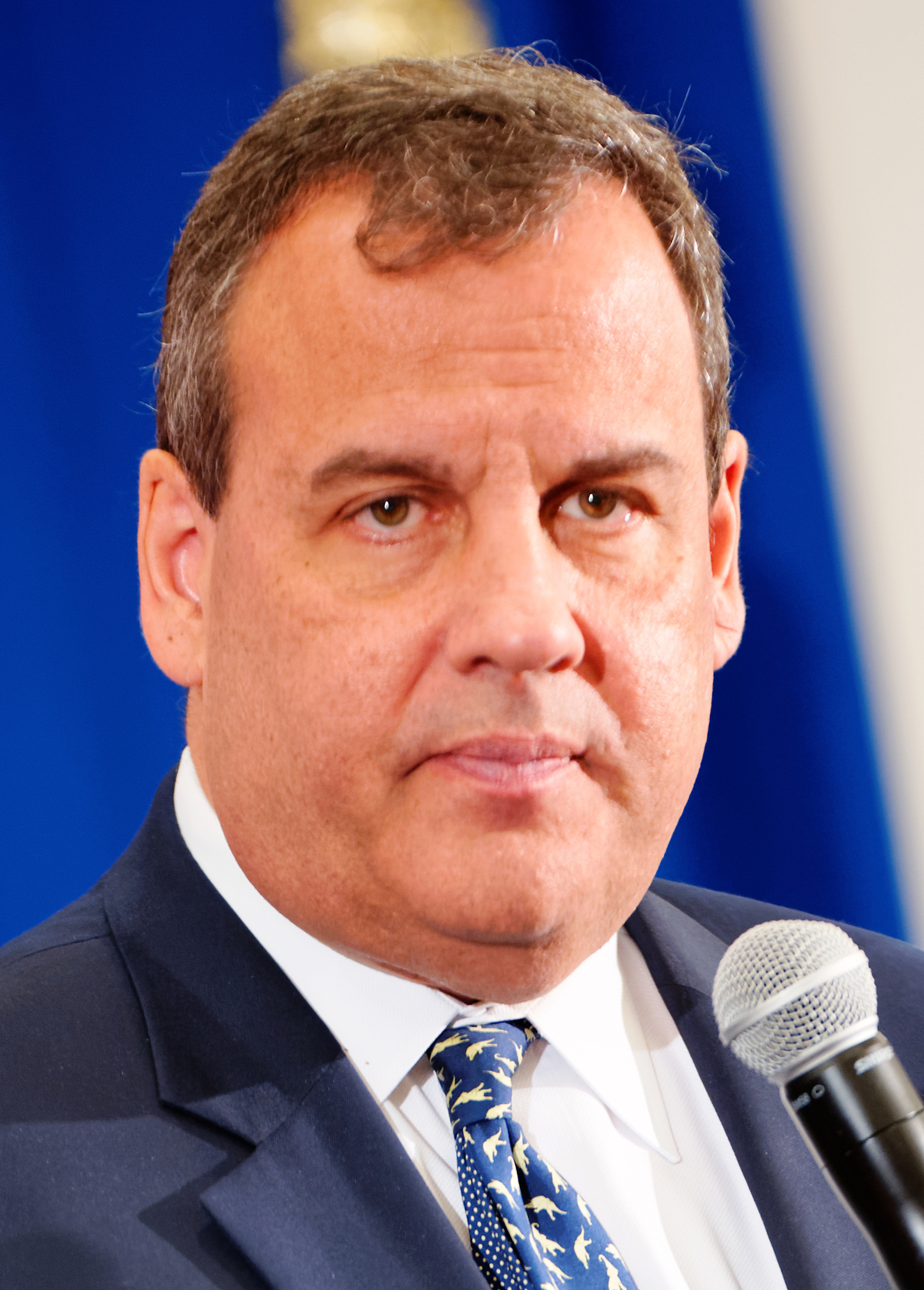
Chris Christie, gubernator New Jersey
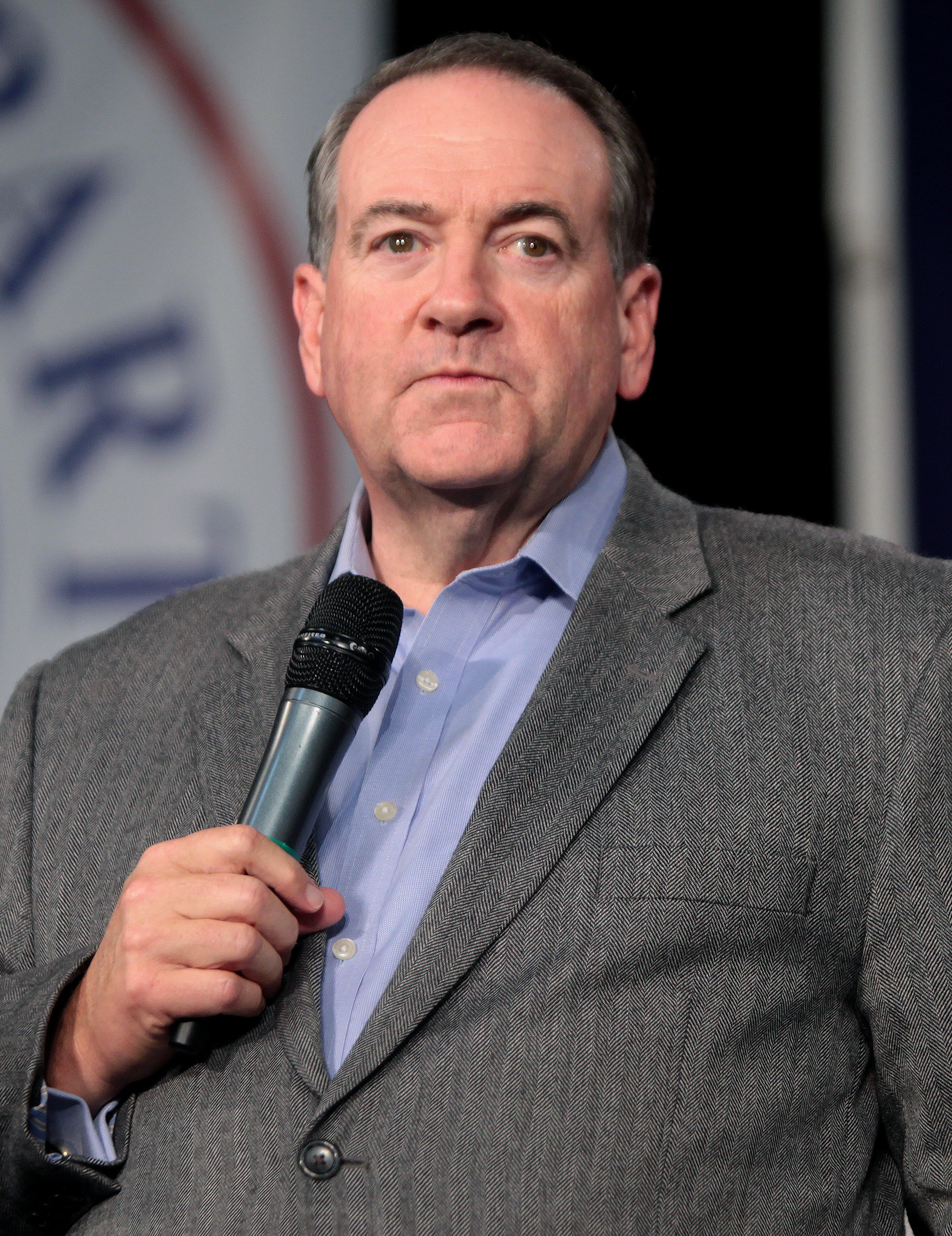
Mike Huckabee, były gubernator Arkansas
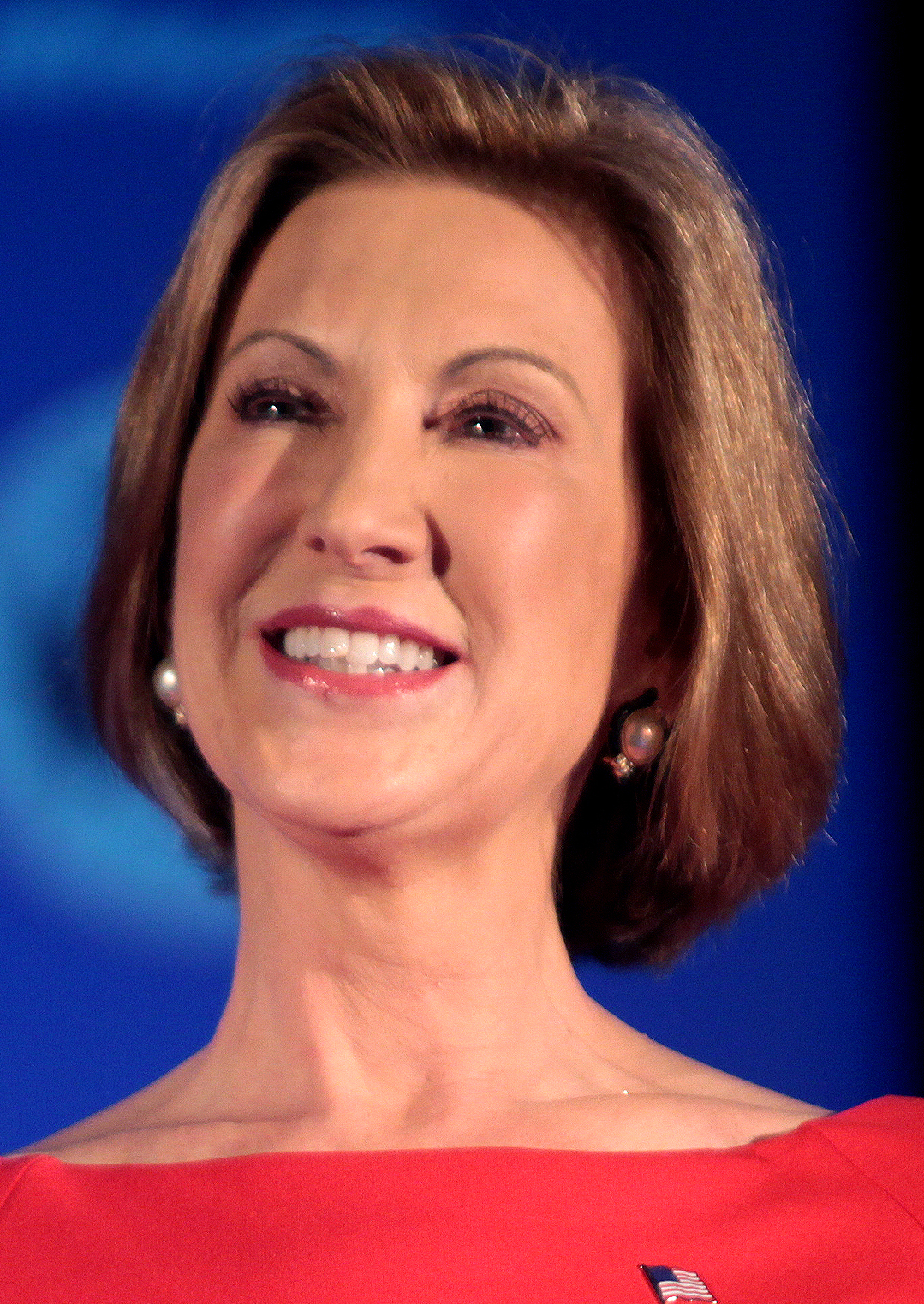
Carly Fiorina, była szefowa Hewlett-Packard
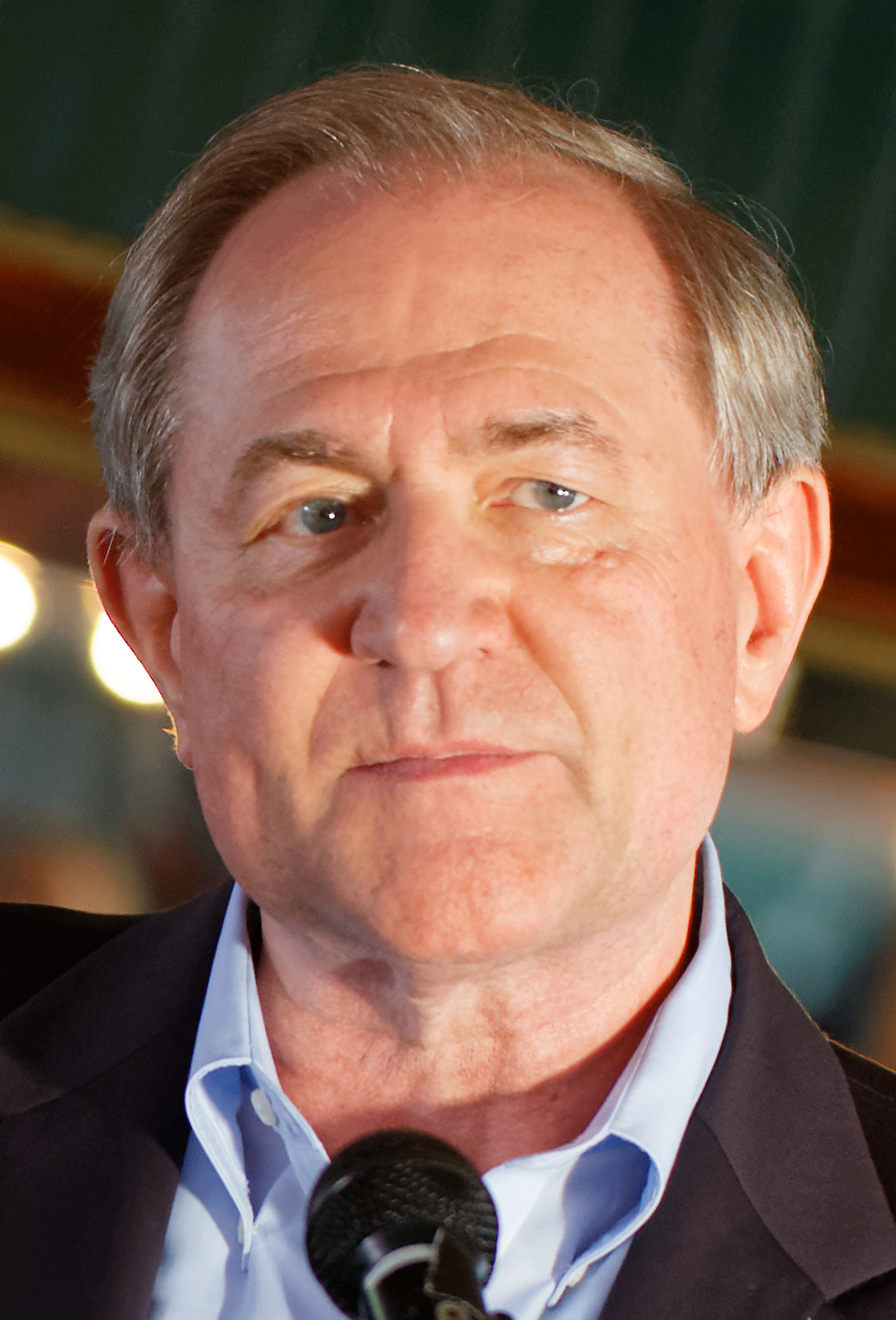
Jim Gilmore, były gubernator Wirginii
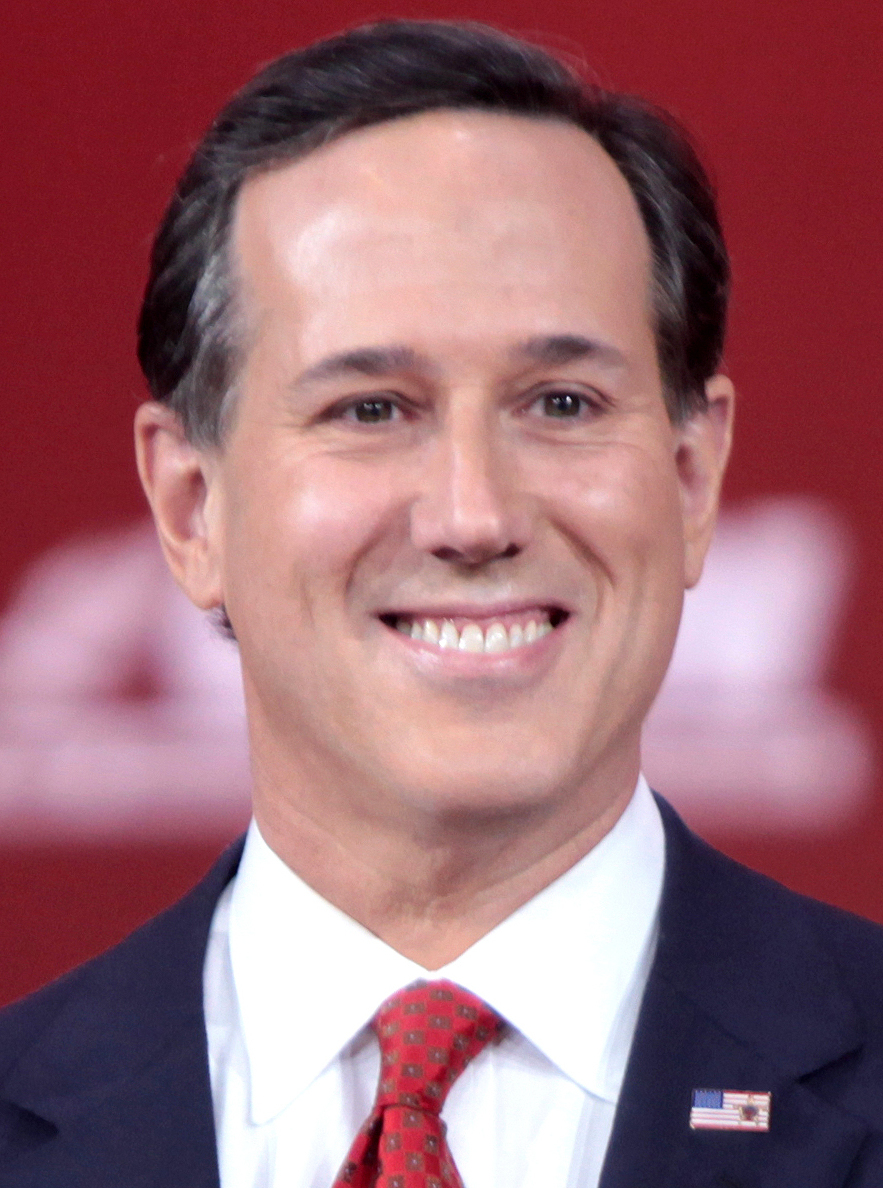
Rick Santorum, były senator z Pensylwanii

## Kandydaci mniejszych partii
Obok dwóch głównych kandydatów, kolejnych siedmiu (spośród wszystkich łącznie 31 startujących kandydatów) uzyskało w wyborach prezydenckich ponad 20 tys. głosów:
- Gary Johnson nominację partyjną otrzymał w trakcie Narodowej Konwencji Libertarian odbywającej się w dniach 26–30 maja 2016 w Orlando na Florydzie[10],

- Jill Stein oficjalnie została nominowana podczas konwencji krajowej Partii Zielonych, która odbyła się w dniach 4–7 sierpnia 2016 w Houston w Teksasie[11].

| Lp.    | Kandydat na prezydenta                  | Kandydat na wiceprezydenta              | Logo kampanii | Partia                | Liczba stanów   | Wyniki                |
| ------ | --------------------------------------- | --------------------------------------- | ------------- | --------------------- | --------------- | --------------------- |
| 3.     | Gary Johnson                            | William Weld                            |               | Partia Libertariańska | 50+DC (komplet) | 4 489 221, tj. 3,28%  |
| 4.     | Jill Stein                              | Ajamu Baraka                            |               | Partia Zielonych      | 44+DC           | 1 457 216, tj. 1,07%  |
| 5.     | Evan McMullin                           | Mindy Finn                              |               | niezależny            | 11              | 731 788, tj. 0,54%    |
| 6.     | Darrell Castle                          | Scott Bradley                           |               | Partia Konstytucyjna  | 24              | 203 010, tj. 0,15%    |
| 7.     | Gloria La Riva                          | Dennis Banks                            |               | Peace and Freedom     | 8               | 74 392, tj. 0,05%     |
| 8.     | Rocky De La Fuente                      | Michael Steinberg                       |               | Partia Reform         | 20              | 33 136, tj. 0,02%     |
| 9.     | Richard Duncan                          | Ricky Johnson                           |               | niezależny            | 1               | 24 307, tj. 0,02%     |
| 10-31. | 22 pozostałych kandydatów łącznie       | 22 pozostałych kandydatów łącznie       |               |                       |                 | 89 597, tj. 0,07%     |
|        | dopisani przez wyborców łącznie         | dopisani przez wyborców łącznie         |               |                       |                 | 699 366, tj. 0,51%    |
|        | głosy skreślające wszystkich kandydatów | głosy skreślające wszystkich kandydatów |               |                       |                 | 28 863, tj. 0,02%     |
|        | wszystkie głosy ważne łącznie           | wszystkie głosy ważne łącznie           |               |                       |                 | 136 669 237, tj. 100% |

## Rozstrzygnięcie wyborów
Trump otrzymał blisko 3 mln głosów mniej niż Clinton, zdobył jednak 304 mandaty elektorskie wobec 227 Clinton. O zwycięstwie Trumpa przesądziła wygrana w trzech spośród stanów tzw. Rust Belt (Michigan, Pensylwania i Wisconsin), gdzie zdobył 46 mandatów elektorskich wygrywając różnicą niespełna 78 tys. głosów (w tych trzech stanach łącznie).

## Realne wyniki wyborów
Wyznacznikiem wyborów amerykańskich jest głosowanie w Kolegium Elektorów. Poza Donaldem Trumpem i Mikiem Pence’em (304 głosy) oraz Hillary Clinton i Timem Kainem (227 głosów), głosy elektorskie otrzymali:
Kandydat na prezydenta

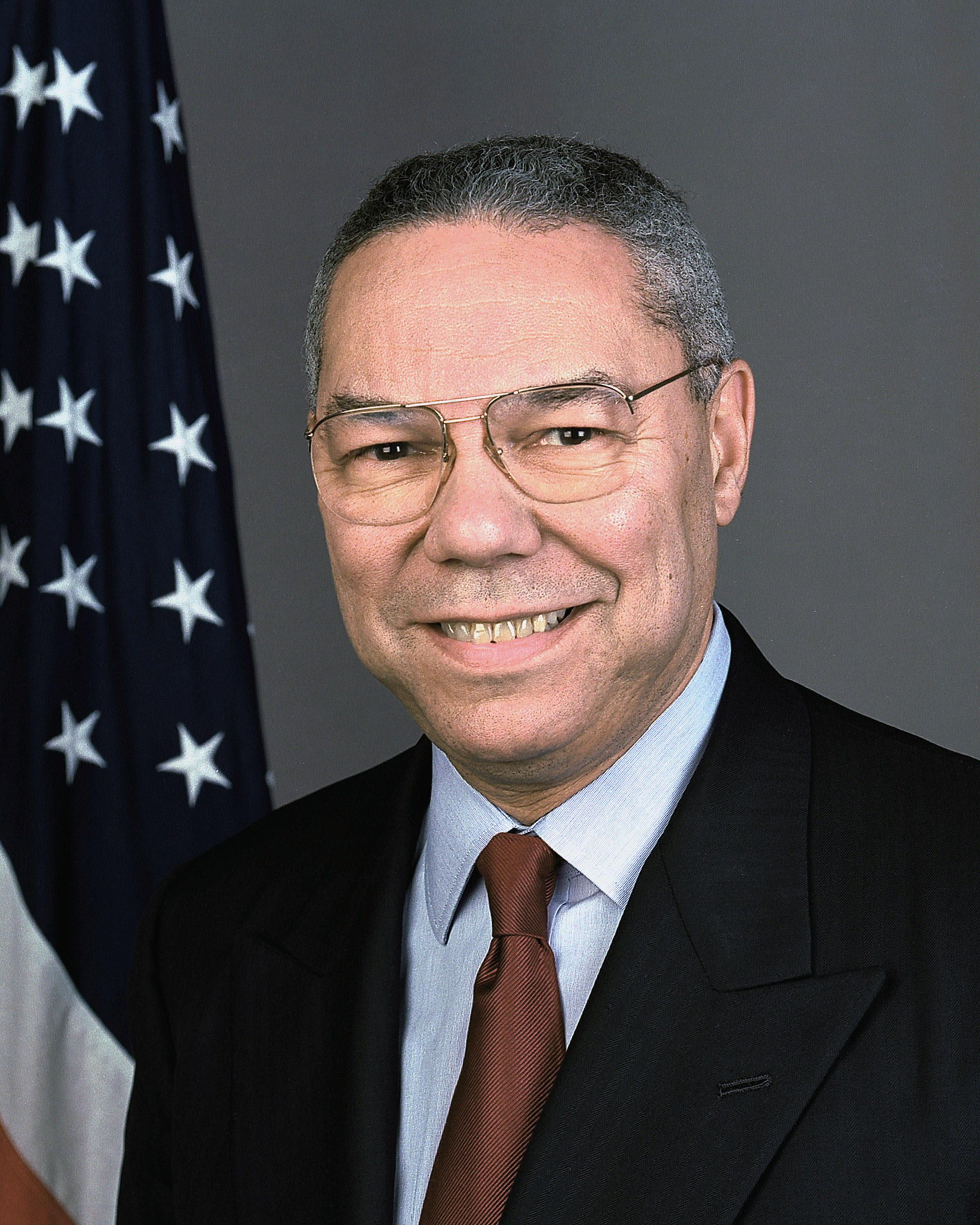
Colin Powell, 3 głosy
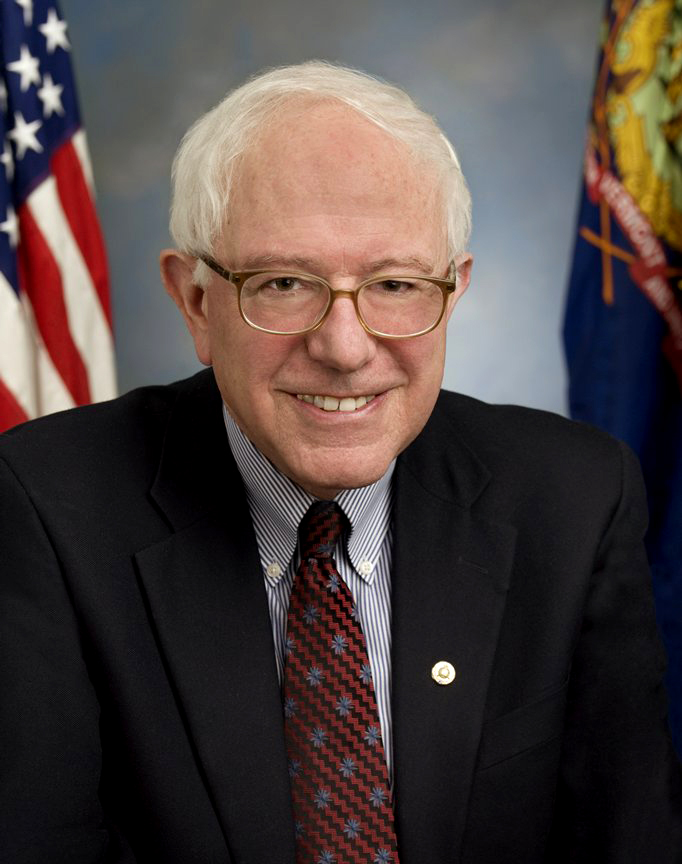
Bernie Sanders, 1 głos (plus 2 unieważnione)
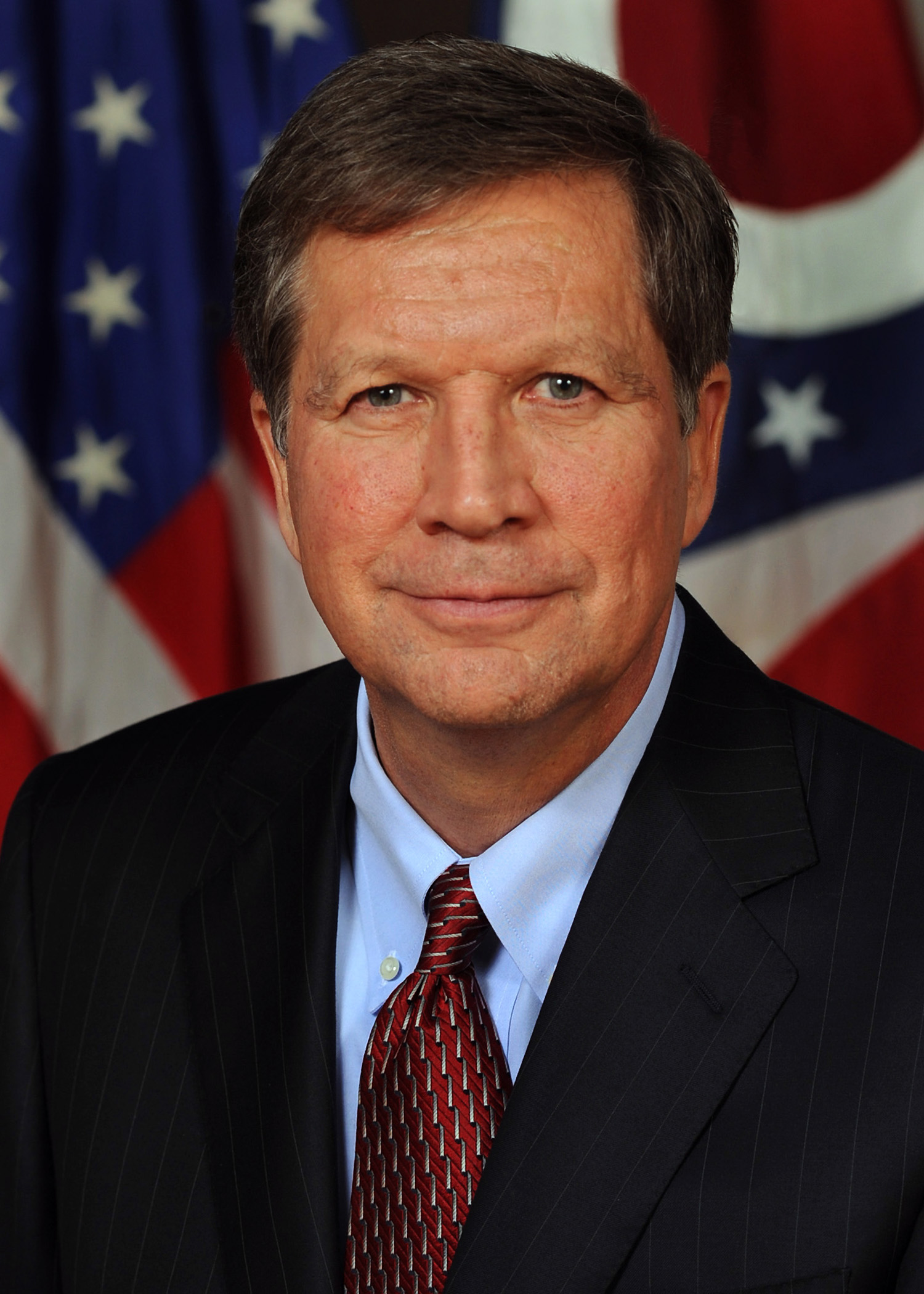
John Kasich, 1 głos (plus 1 unieważniony)
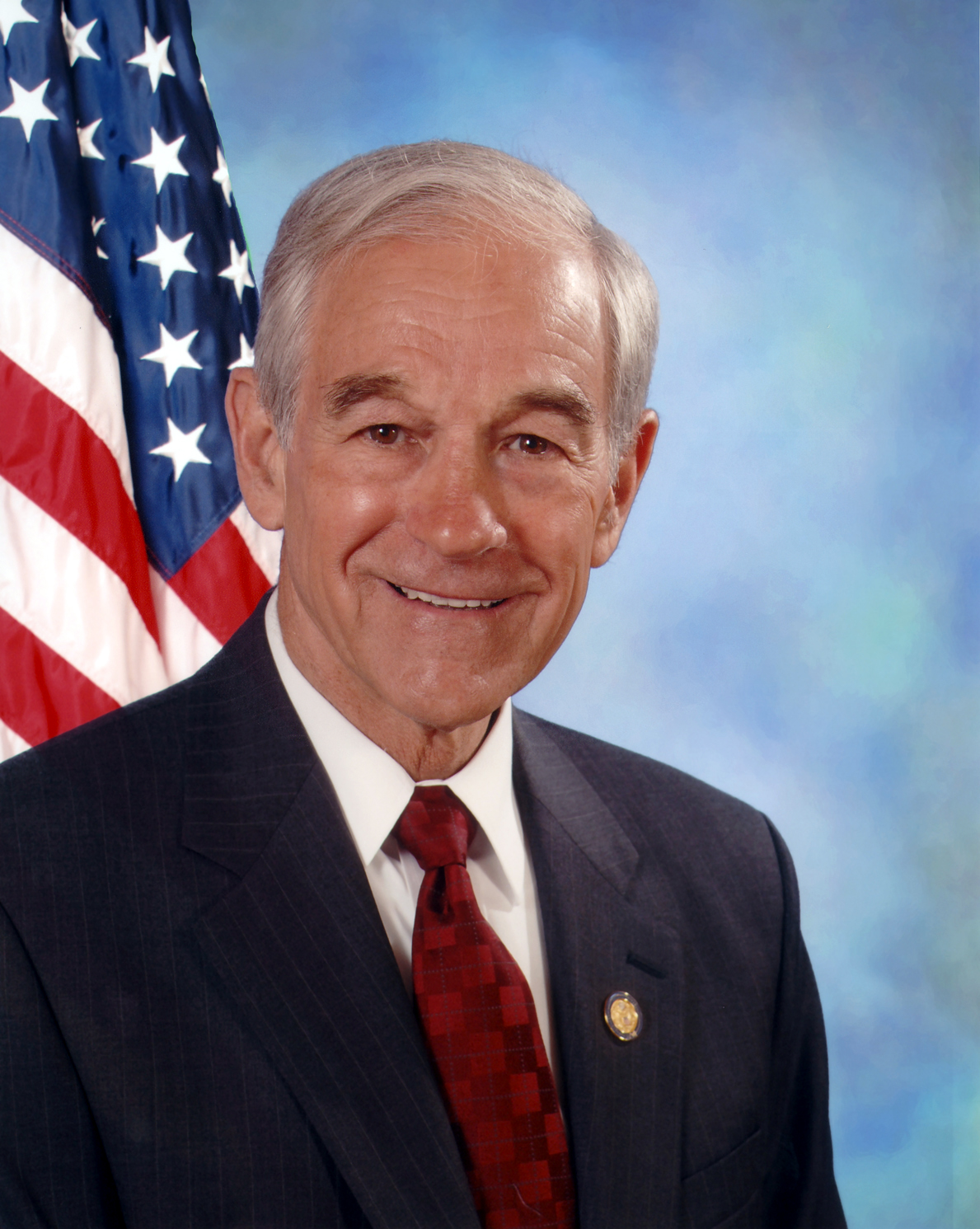
Ron Paul, 1 głos
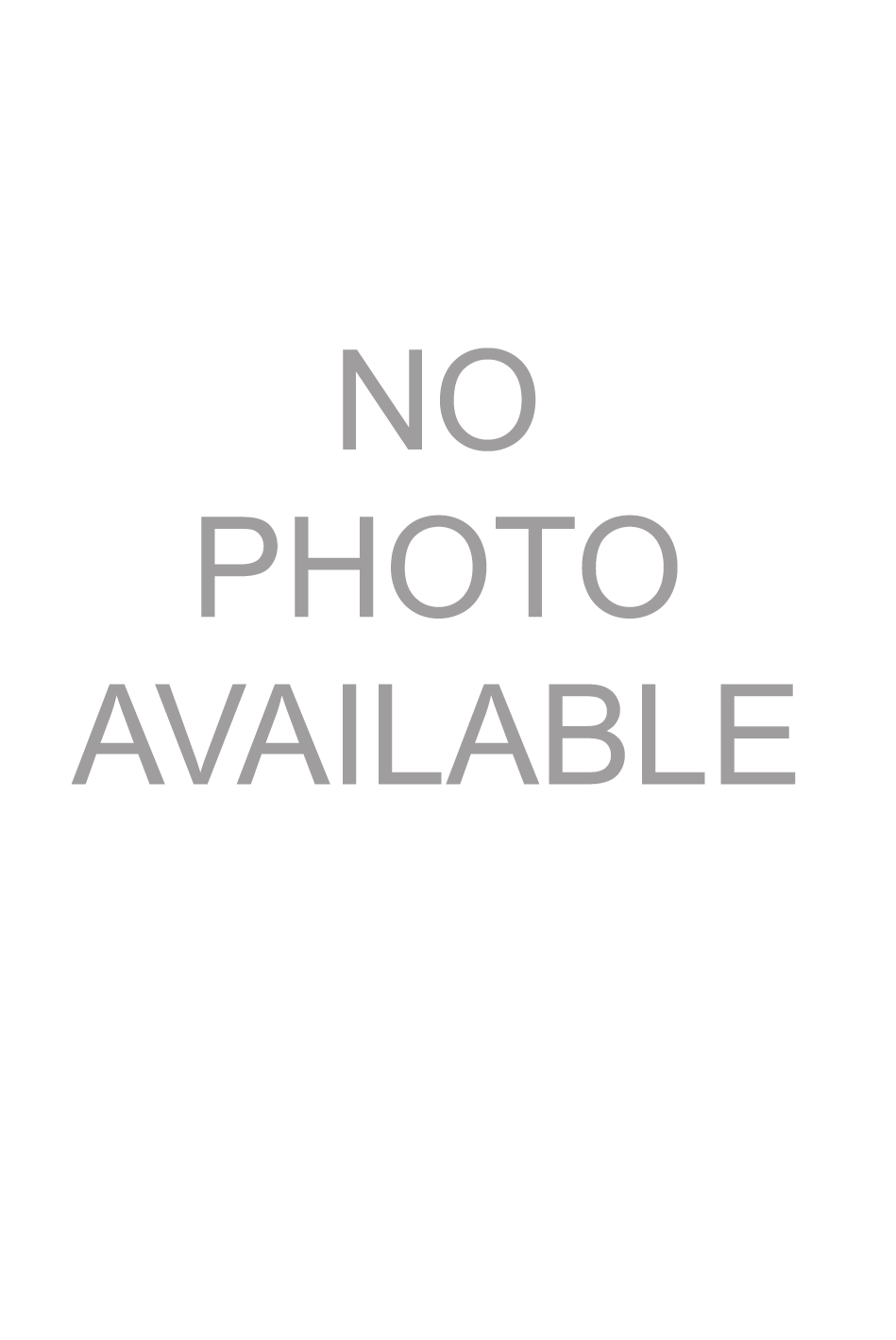
Faith Spotted Eagle(inne języki), 1 głos

Kandydat na wiceprezydenta

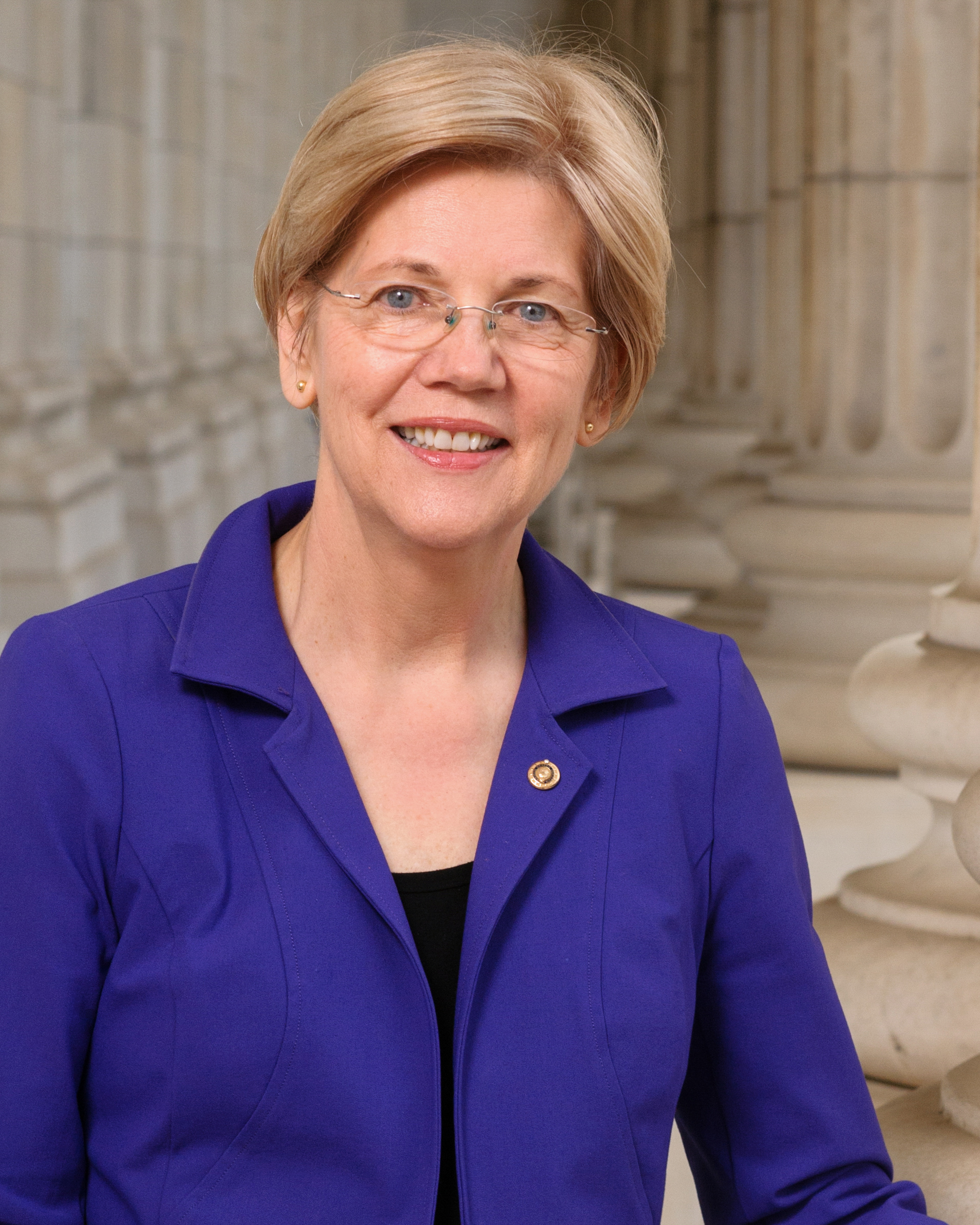
Elizabeth Warren, 2 głosy
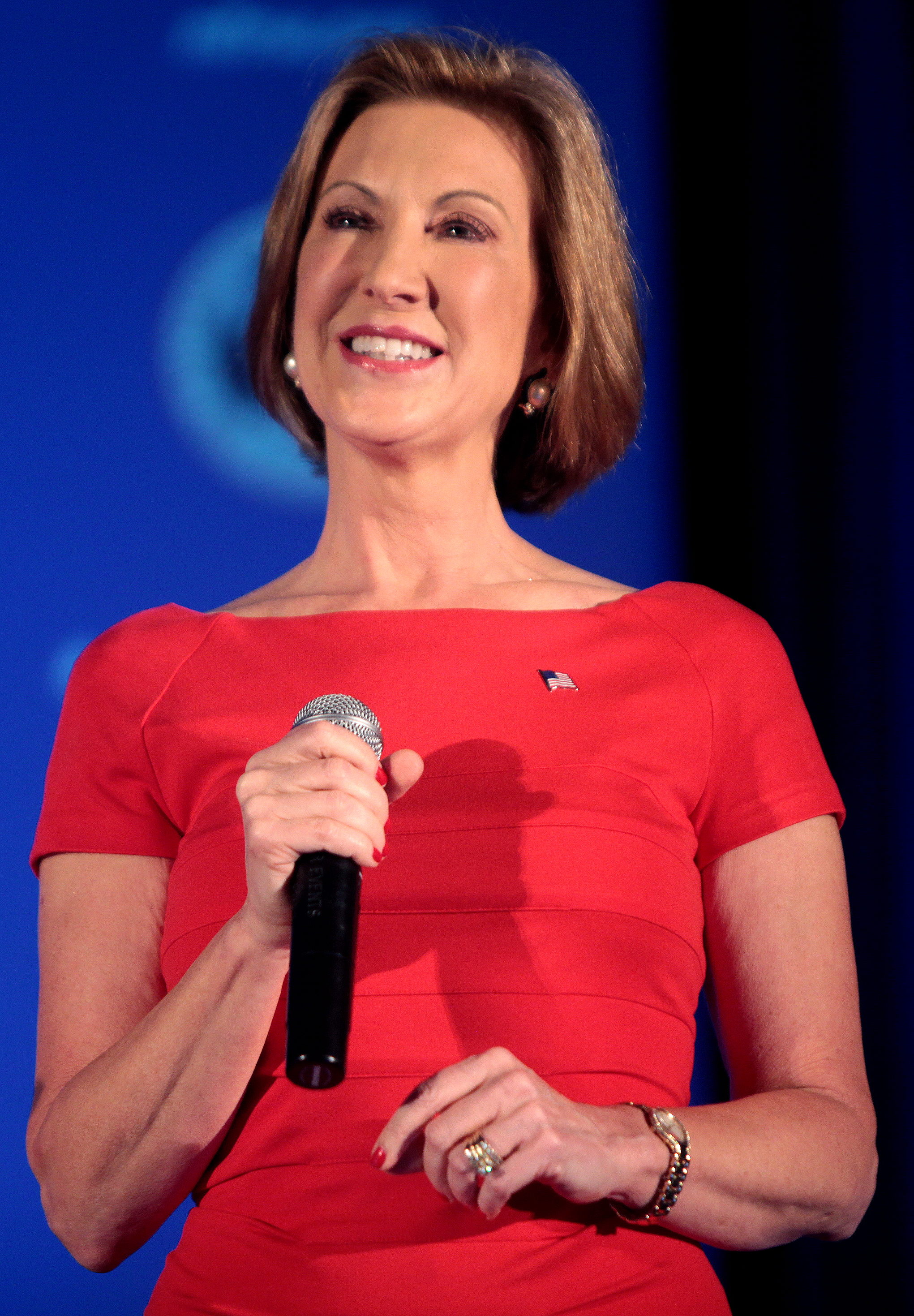
Carly Fiorina, 1 głos
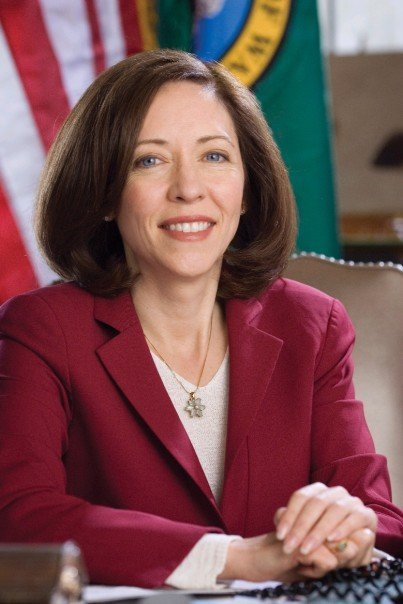
Maria Cantwell, 1 głos
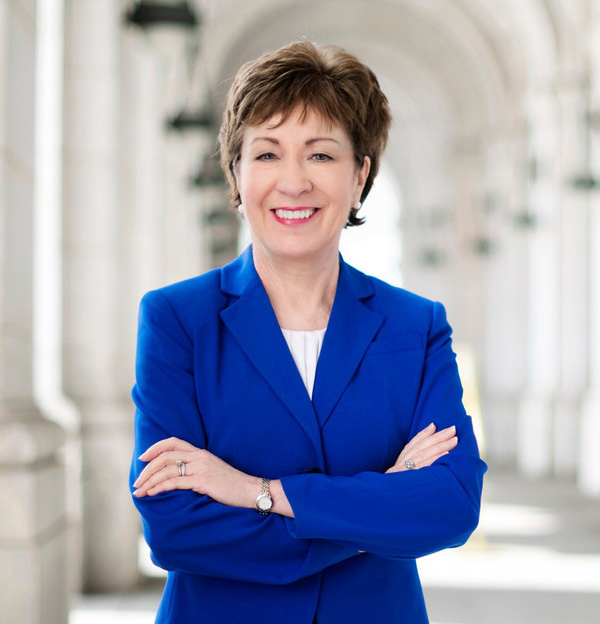
Susan Collins, 1 głos
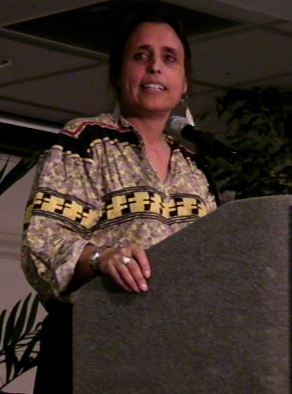
Winona LaDuke, 1 głos
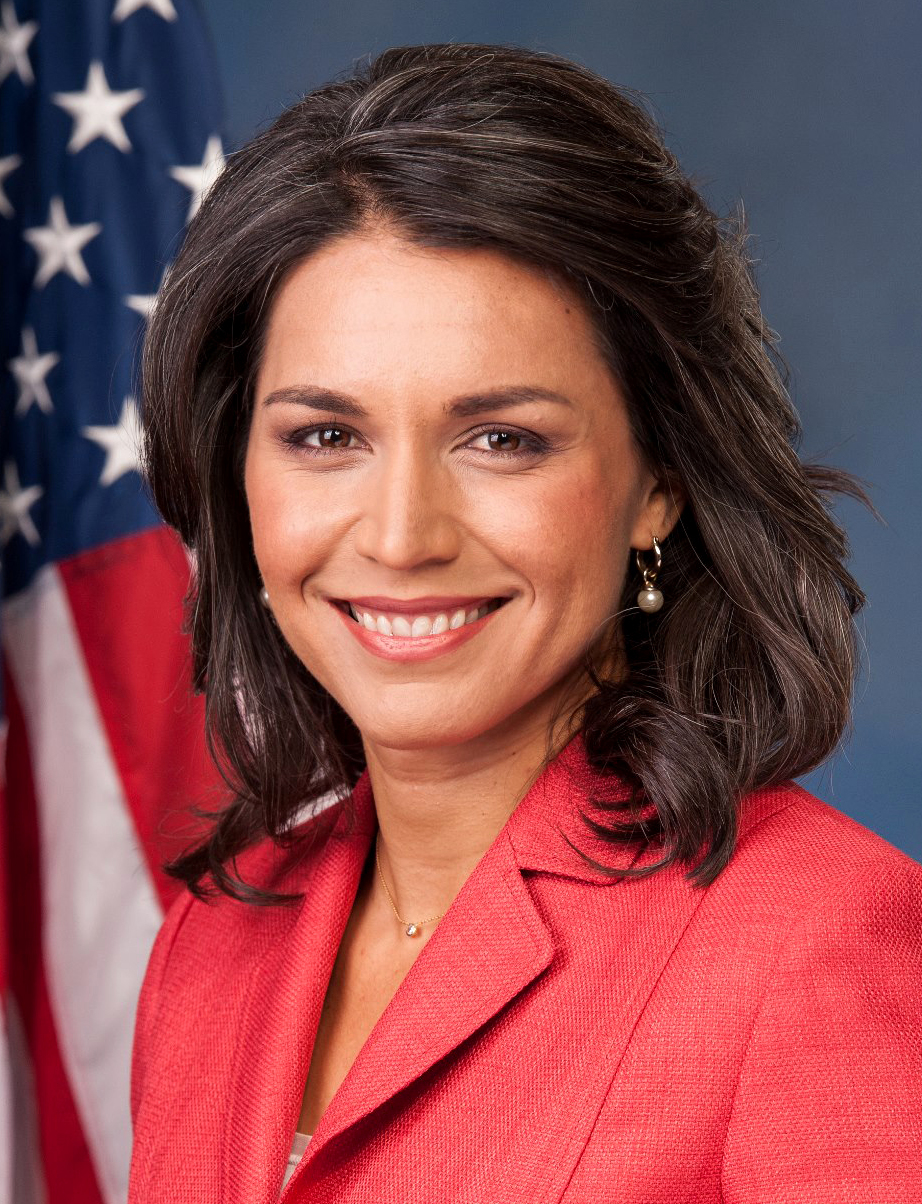
Tulsi Gabbard (1 głos unieważniony)